# União Desportiva do Songo
La União Desportiva do Songo és un club de futbol de la ciutat de Songo, Moçambic.
El club va ser fundat per la companyia Hidroeléctrica de Cahora Bassa company com a Grupo Desportivo da Hidroeléctrica de Cahora Bassa de Songo, o HCB Songo el 1982.

## Palmarès
- Lliga moçambiquesa de futbol:[3]
  - 2017, 2018
- Copa moçambiquesa de futbol:[4]
  - 2016, 2019